# LGV Nanning - Yulin
 (novembre 2021).
 (juillet 2024).
Si vous disposez d'ouvrages ou d'articles de référence ou si vous connaissez des sites web de qualité traitant du thème abordé ici, merci de compléter l'article en donnant les références utiles à sa vérifiabilité et en les liant à la section « Notes et références ».
 (juillet 2024).
La LGV Nanning - Yulin est une ligne à grande vitesse chinoise en construction entre Nanning et Yulin, dans le Guangxi. Destinée à être mise en service en 2023, elle sera longueur de 291 km.
L'idée de construire une ligne à grande vitesse reliant Nanning à Yulin s'inscrit dans la vision plus large de la Chine de développer un réseau ferroviaire à grande vitesse national, qui permet de relier efficacement les grandes villes et de soutenir le développement économique régional. Le projet a été officiellement proposé par le gouvernement central dans le cadre de son plan stratégique de modernisation des infrastructures, visant à améliorer la connectivité dans les régions moins développées et à renforcer la cohésion nationale.
Les motivations derrière la construction de la LGV Nanning-Yulin sont multiples :
- Améliorer la connectivité régionale : En reliant Nanning, un important centre économique et politique de la région, à Yulin, une ville avec un fort potentiel économique, la LGV vise à faciliter les échanges commerciaux et les déplacements professionnels et touristiques.
- Réduire le temps de trajet : Avant la construction de la LGV, le voyage entre Nanning et Yulin pouvait prendre plusieurs heures en train classique ou en voiture. La nouvelle ligne permet de réduire ce temps de trajet à moins d'une heure, rendant les déplacements beaucoup plus rapides et pratiques.
- Promouvoir le développement économique : Le Guangxi est une région avec des ressources naturelles importantes et un potentiel économique significatif. En améliorant les infrastructures de transport, la Chine espère attirer davantage d'investissements, stimuler le commerce et encourager le développement des industries locales.
- Renforcer l'intégration nationale : La LGV Nanning-Yulin fait partie d'un réseau de lignes à grande vitesse qui relie différentes parties de la Chine. En intégrant le Guangxi à ce réseau, le gouvernement central vise à renforcer l'unité nationale et à réduire les disparités économiques entre les régions.
- Les premiers plans pour la LGV Nanning-Yulin ont été établis au début des années 2010, lorsque les autorités locales ont reconnu la nécessité de moderniser le système de transport de la région. Des études de faisabilité ont été réalisées pour évaluer les aspects économiques, environnementaux et techniques du projet. Ces études ont mis en évidence le potentiel de la ligne pour améliorer la qualité de vie des résidents locaux et soutenir la croissance économique. Après l'approbation officielle du projet par le gouvernement central, des financements ont été alloués et la planification détaillée a commencé, avec la collaboration de divers acteurs, dont les autorités locales, des experts en transport ferroviaire, et des entreprises de construction spécialisées dans les infrastructures de grande envergure.

Les travaux de construction de la LGV Nanning-Yulin ont été lancés avec une cérémonie officielle marquant le début des opérations. Les défis techniques ont été nombreux, notamment en raison des conditions géographiques variées de la région, qui nécessitaient la construction de tunnels, de ponts et d'autres infrastructures complexes. Malgré ces défis, les progrès ont été rapides, grâce à l'utilisation de technologies de pointe et à une gestion efficace du projet.